# Burkau
Burkau (szorb nyelven Porchow) település Németországban, azon belül Szászország tartományban. Lakosainak száma 2677 fő (2023. december 31.). Burkau Panschwitz-Kuckau, Demitz-Thumitz, Bischofswerda, Rammenau, Elstra és Göda községekkel határos.

## A település részei
- Auschkowitz (Wučkecy), 70 fö (2022. dec. 31-én)
- Bocka (Bukowc), 10 fő
- Burkau (Porchow), 1.681 fő
- Großhänchen (Wulki Wosyk), 156 fő
- Jiedlitz (Jědlica), 170 fő
- Kleinhänchen (Mały Wosyk) Neraditz-cel (Njeradecy), 105 fő
- Neuhof (Nowy Dwór), 44 fő
- Pannewitz (Panecy), 99 fő
- Taschendorf (Ledźborecy), 74 fő
- Uhyst am Taucher (Horni Wujězd), 285 fő

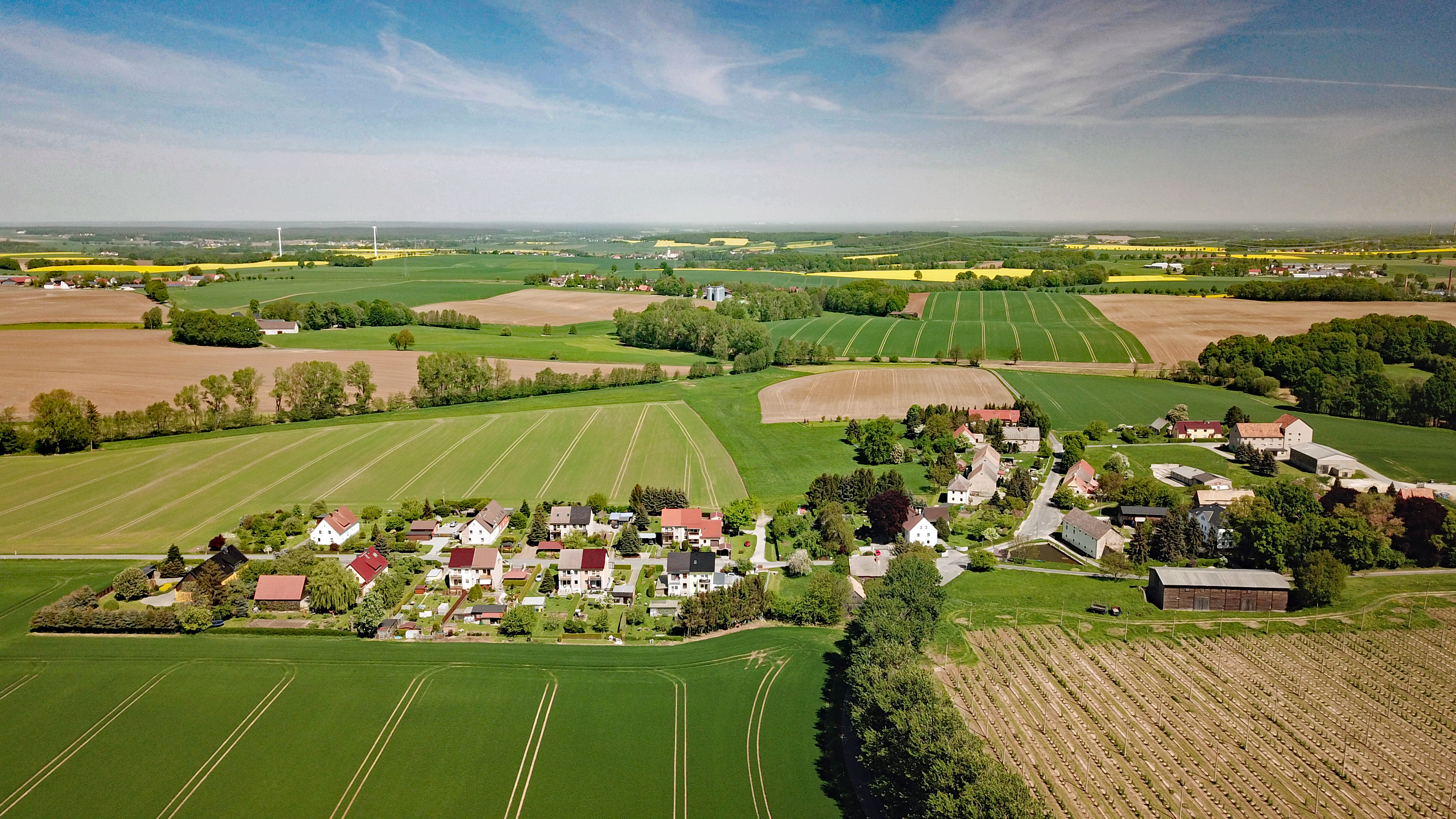
Auschkowitz (Wučkecy)
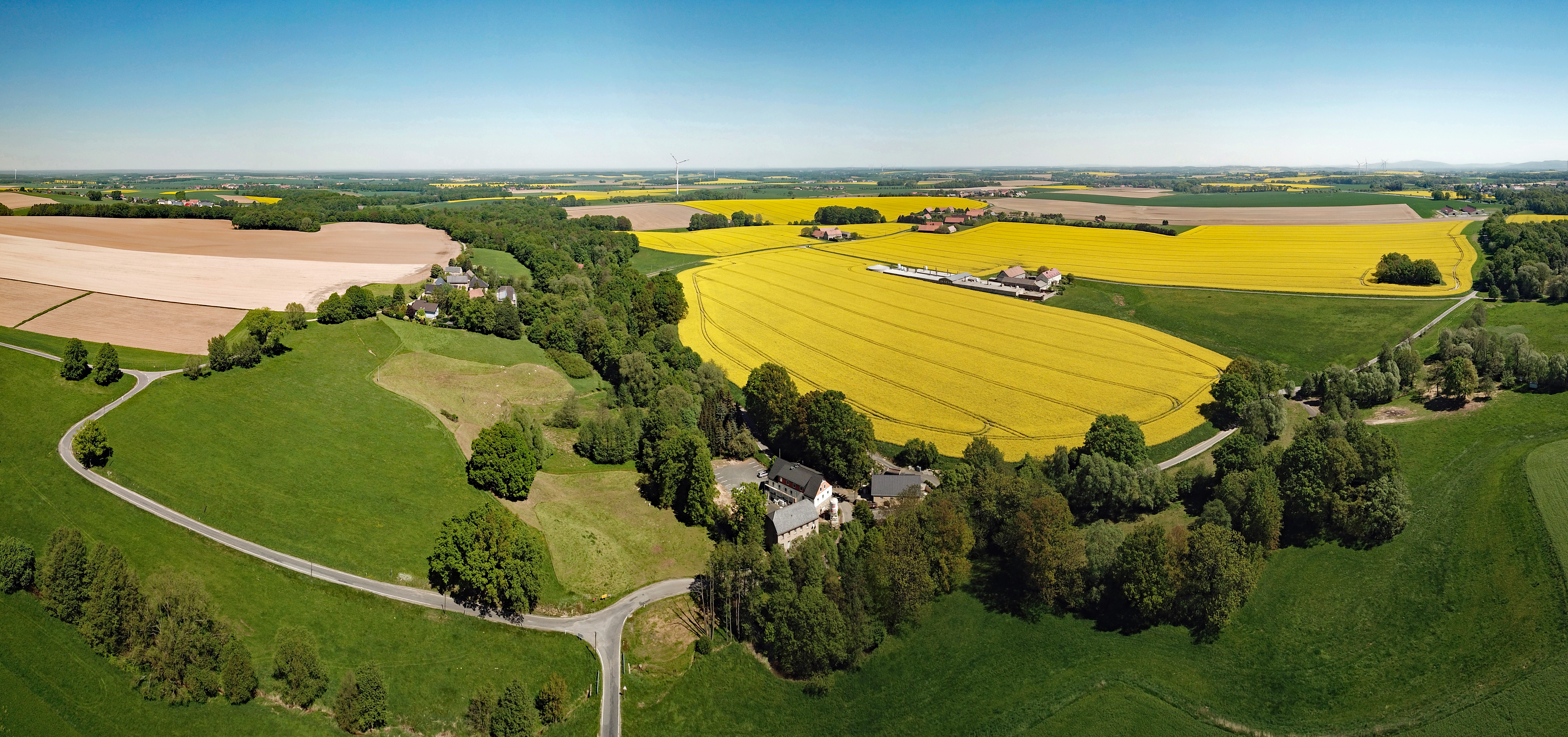
Bocka (Bukowc)
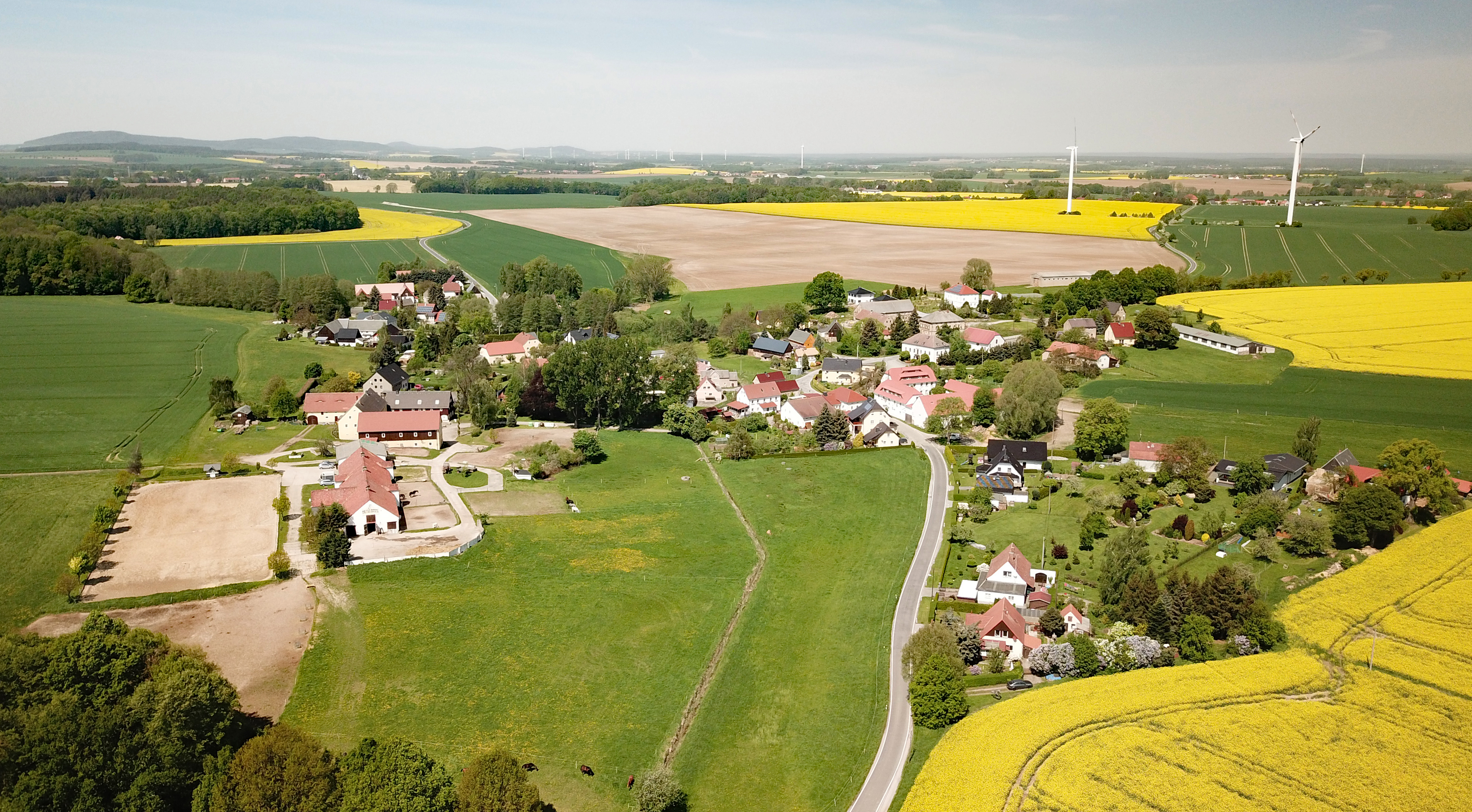
Großhänchen (Wulki Wosyk)
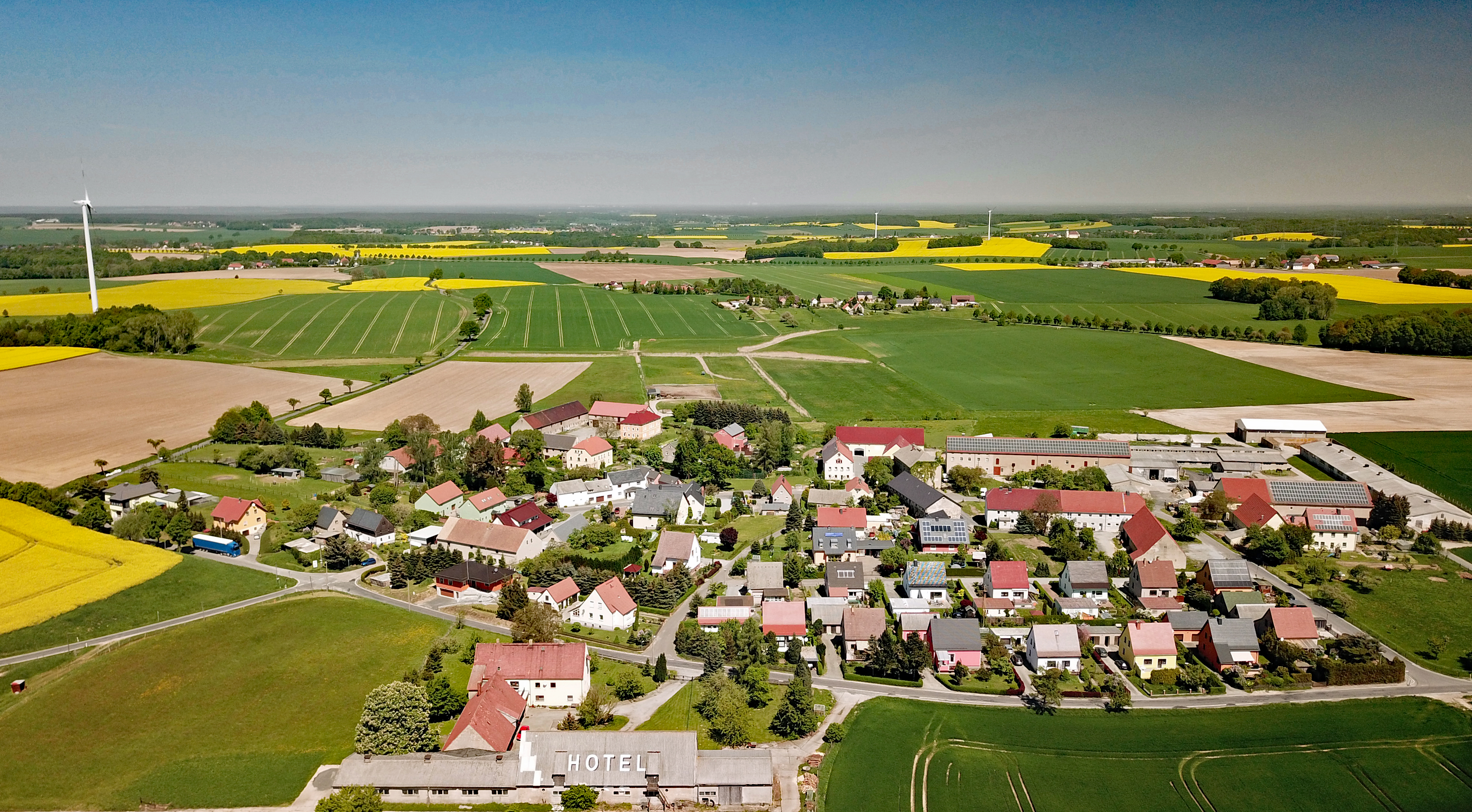
Jiedlitz (Jědlica)
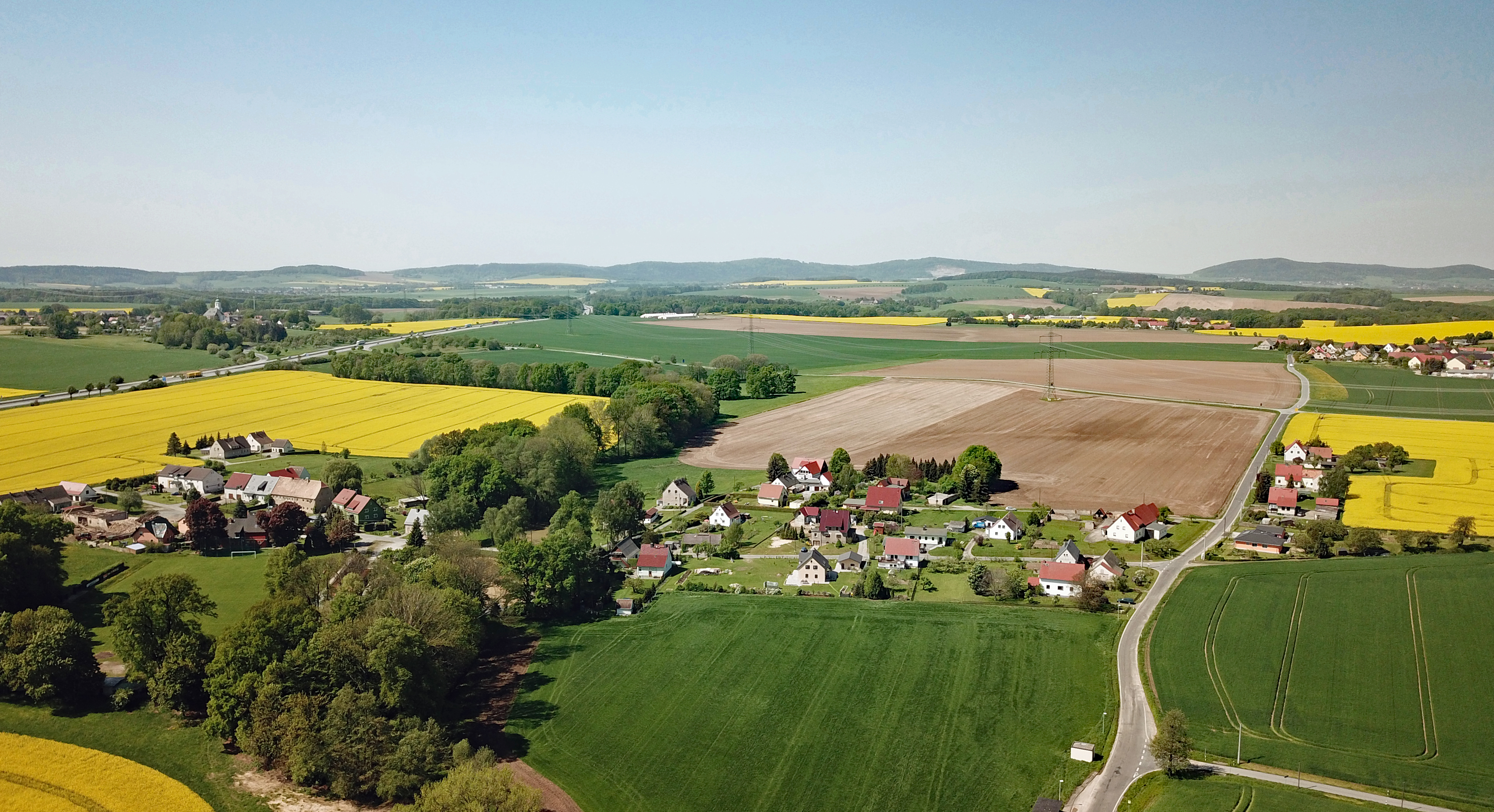
Kleinhänchen (Mały Wosyk)
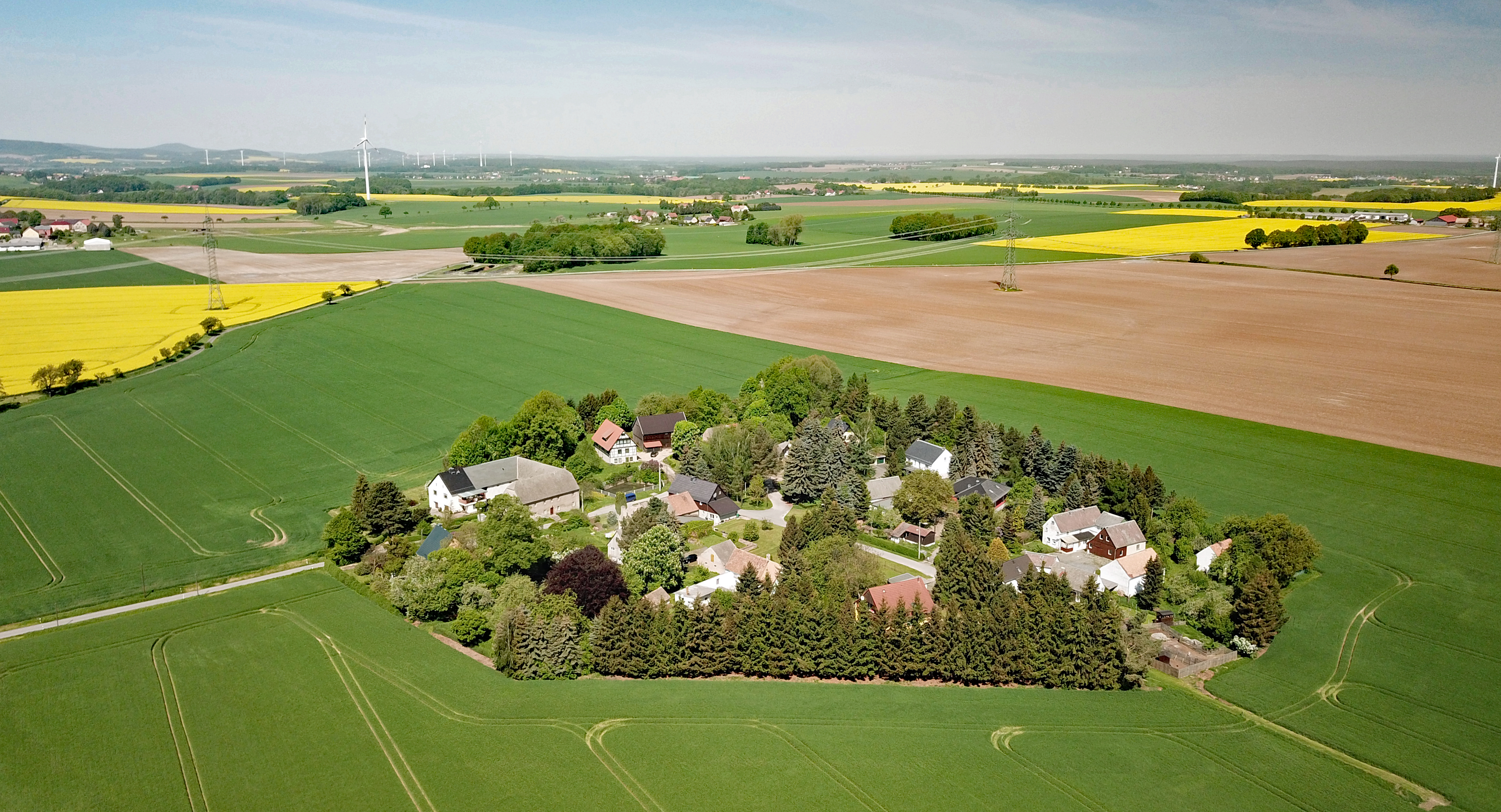
Neraditz (Njeradecy)
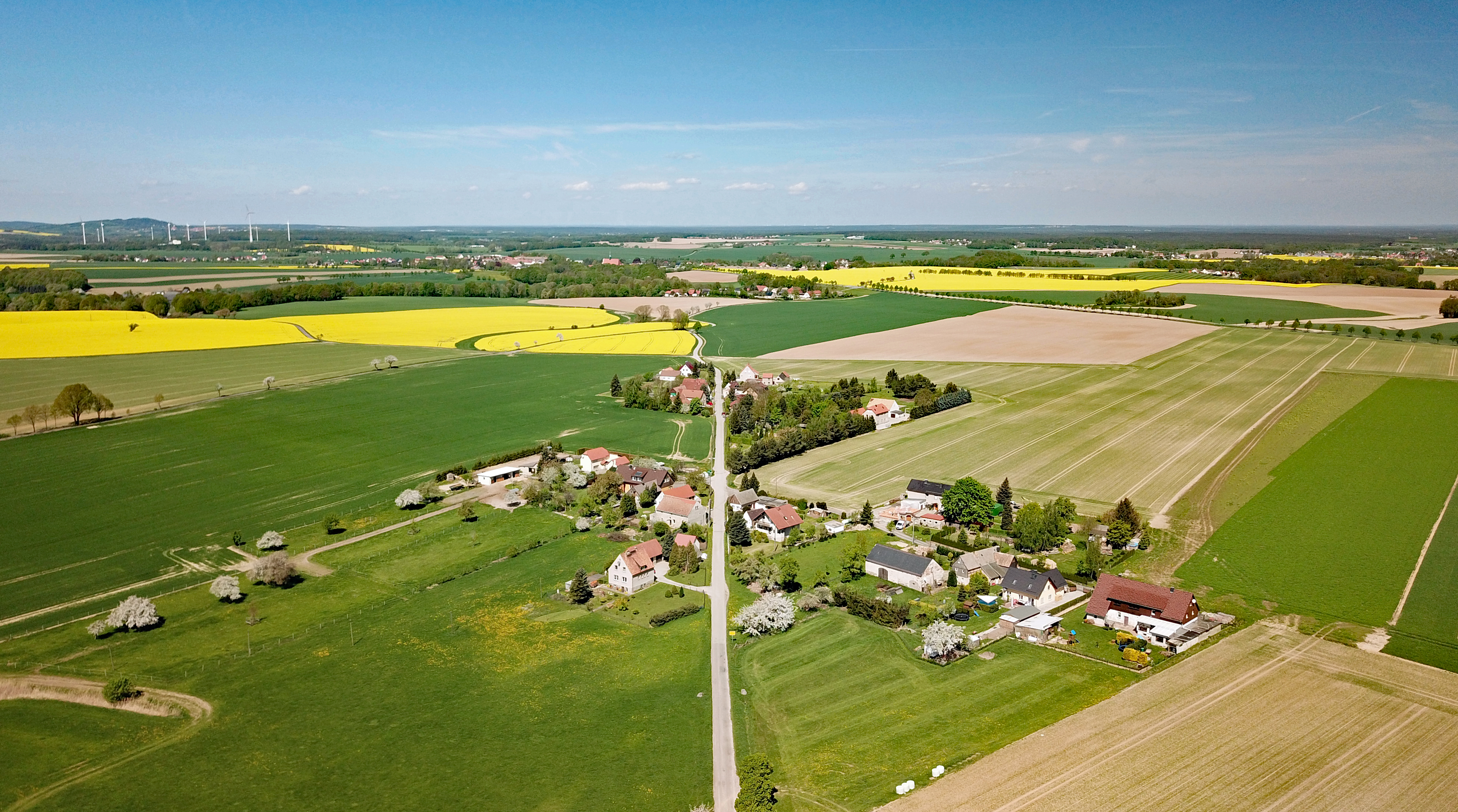
Neuhof (Nowy Dwór)
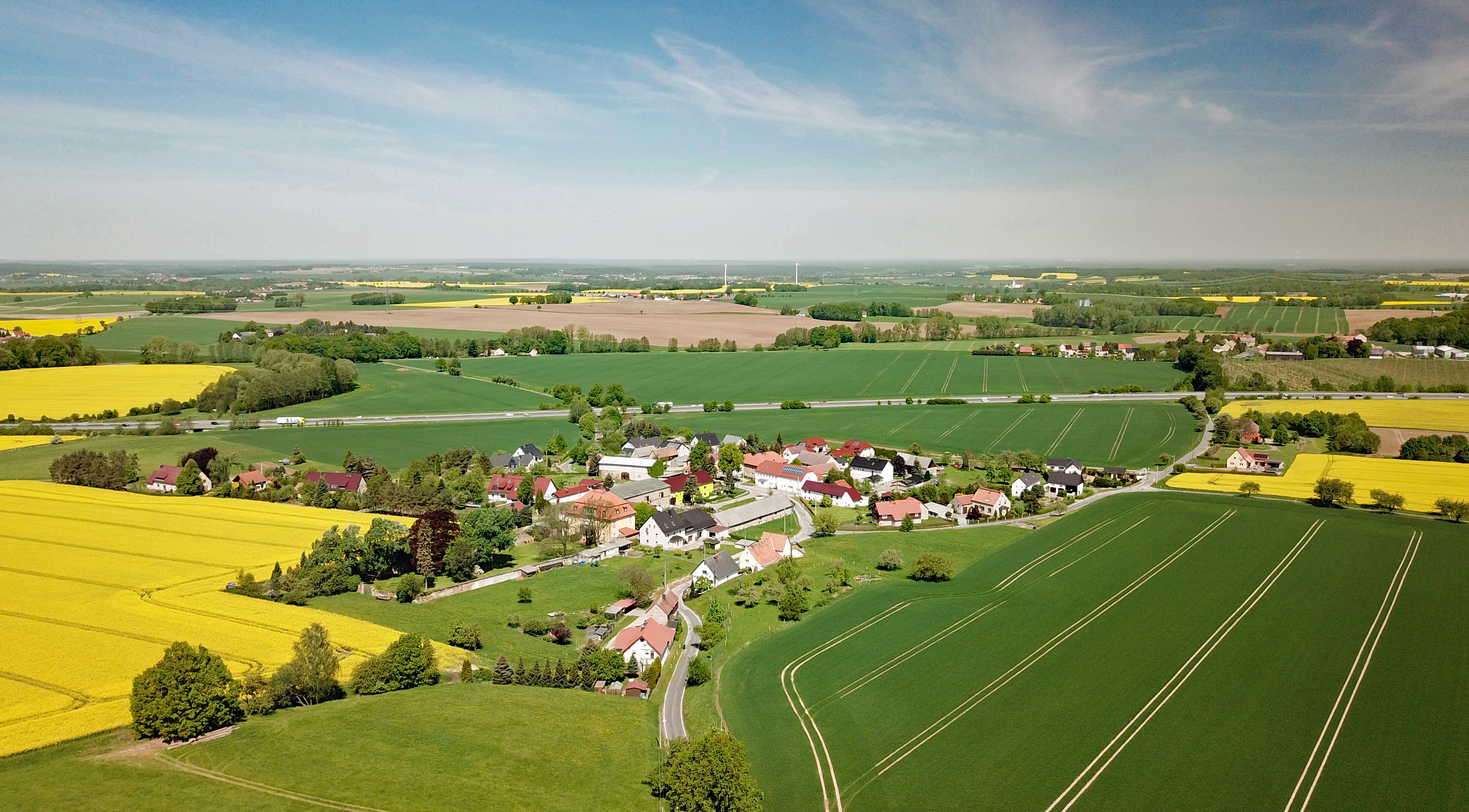
Pannewitz (Panecy)
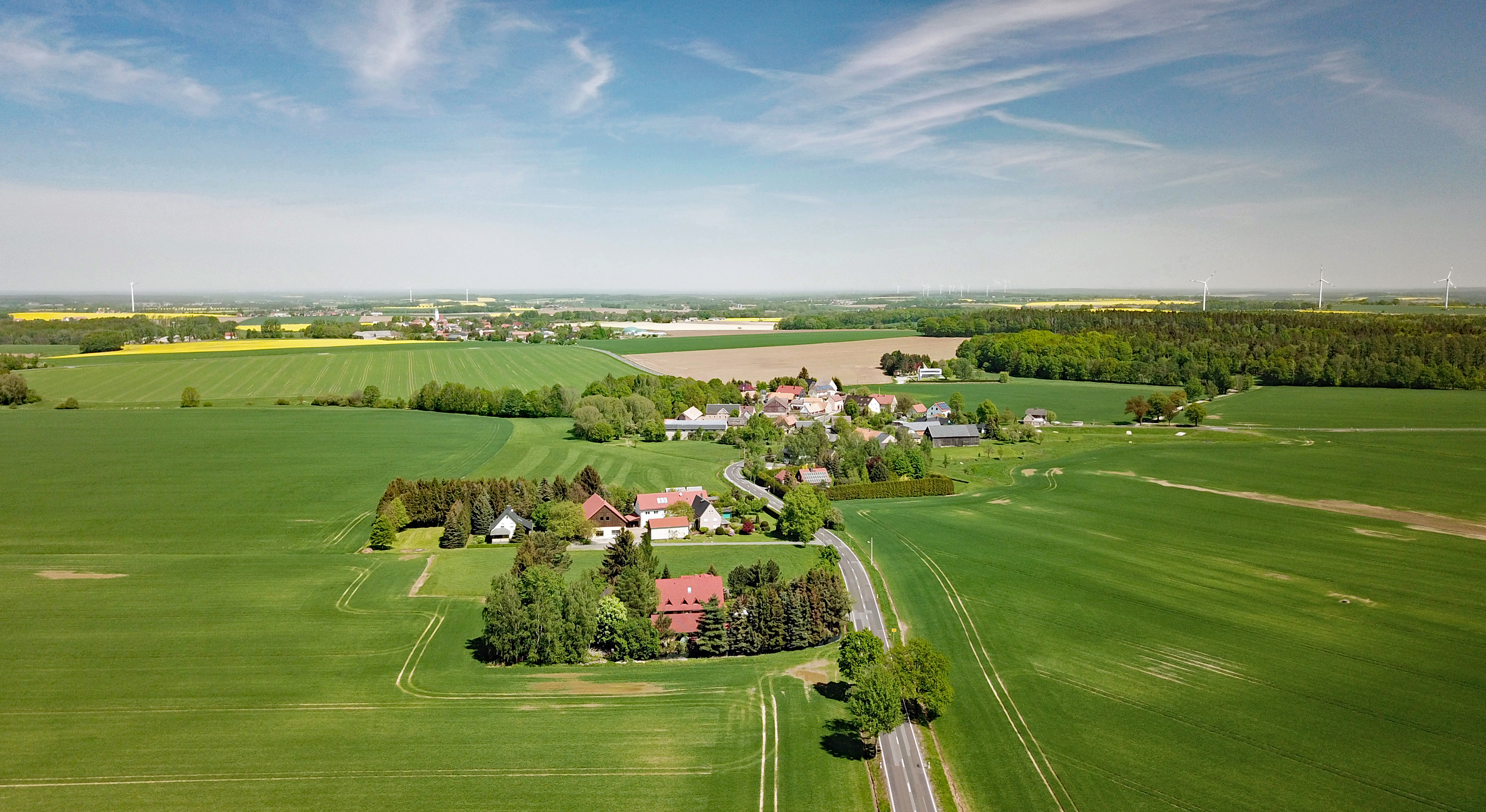
Taschendorf (Ledźborecy)
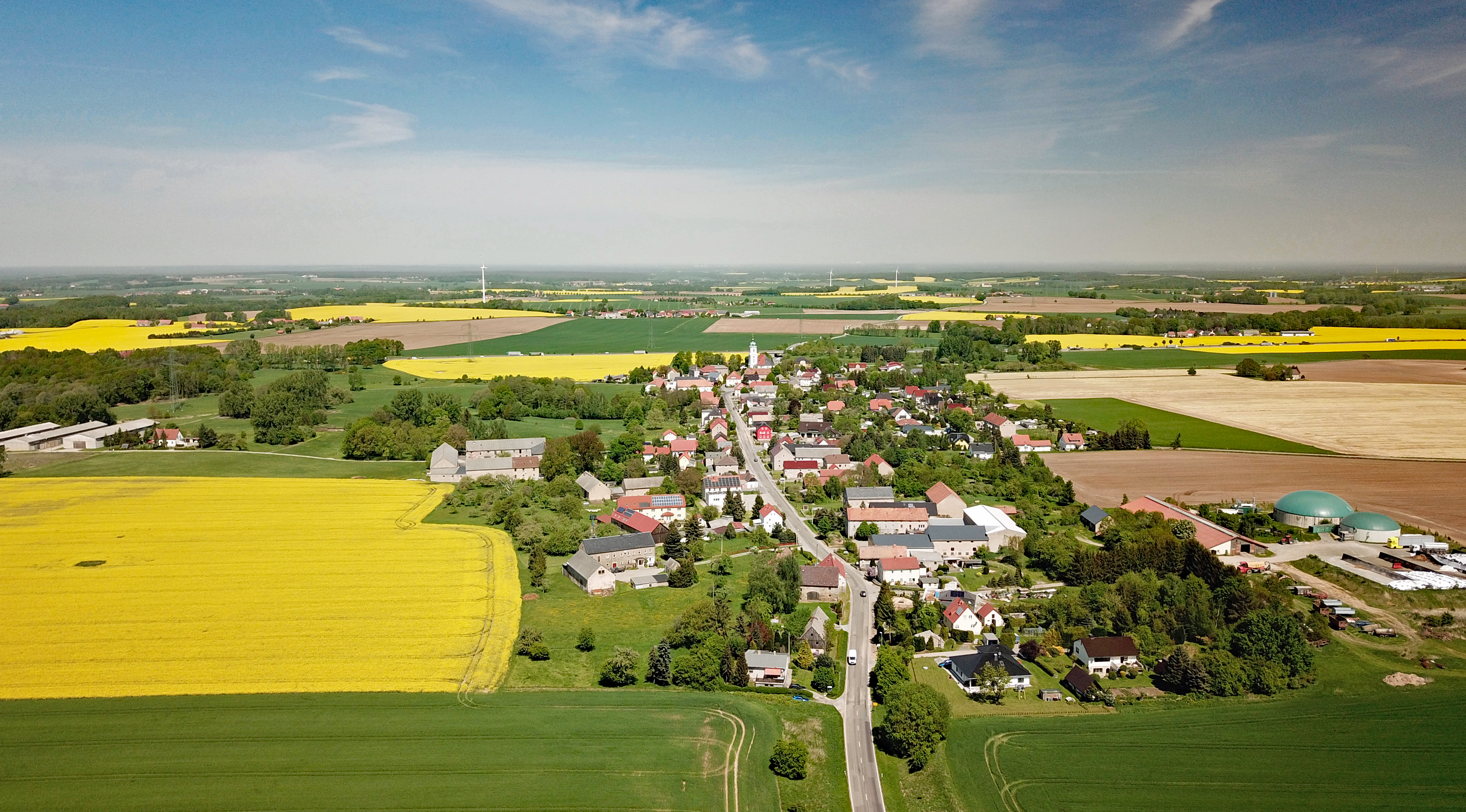
Uhyst am Taucher (Horni Wujězd)

## Népesség
A település népességének változása:
| Lakosok száma | 2623 | 2593 | 2635 | 2665 | 2677 |
|               | 2017 | 2019 | 2021 | 2022 | 2023 |